# Sukob u Gagauziji
Sukob u Gagauziji (Gagauski: Gagauziya çatışmaları; rum. Conflictul din Găgăuzia) bio je sukob između Moldavske SSR i kasnije neovisne Republike Moldavije te njihovog gagauskog stanovništva, koje je tražilo veću autonomiju unutar Moldavije. Kulminirao je proglašenjem Gagauške Republike, odvojene od Moldavije, s ciljem ostanka unutar Sovjetskog Saveza; međutim, nakon raspada SSSR-a, Gagauška Republika postala je de facto neovisna država. Formalno je reintegrirana u Moldaviju 1995., kada je Gagauzija službeno priznata kao autonomna teritorijalna jedinica unutar zemlje.

## Povijest
U jesen 1989., tijekom posljednjih godina Sovjetskog Saveza, moldavski jezik (naziv za rumunjski jezik u to vrijeme), pisan latiničnom abecedom, priznat je kao jedini službeni jezik Moldavske SSR. Nadalje, nakon izbora za Vrhovni sovjet Moldavije od veljače do ožujka 1990., Narodna fronta Moldavije preuzela je vlast u Moldaviji, s radikalnim dijelovima fronte koji su zahtijevali ujedinjenje s Rumunjskom; fronta je također radikalizirala svoje stajalište u pogledu etničkih manjina u Moldaviji. Sve je to izazvalo određenu nelagodu kod Gagauza, većinom govornika gagauskog ili ruskog jezika koji su već imali loša iskustva iz vladavine Kraljevine Rumunjske nad zemljama naseljenim Gagauzima. Tako je nastajući nacionalni pokret Gagauza, predvođen političkom formacijom Gagauz Halkı ("Gagauški narod"), počeo shvaćati teritorijalnu autonomiju kao nužnu za zaštitu gagauškog naroda i njegovih interesa. Slična se situacija razvila na istočnoj obali Dnjestra u Moldaviji, danas poznatoj kao Pridnjestrovlje.
Usred gagauških autonomističkih zahtjeva, Vrhovni sovjet Moldavske Sovjetske Socijalističke Republike osnovao je povjerenstvo s predstavnicima Gagauz Halkija za proučavanje pitanja teritorijalne autonomije Gagauza. Autonomna Sovjetska Socijalistička Republika Gagauzija koja je trebala postojati unutar Moldavske SSR, proglašena je 12. studenoga 1989. sa svrhom pritiska na Vrhovni sovjet Moldavije da prihvati autonomiju Gagauza, ali je ovaj poništio ovu deklaraciju i proglasio je nezakonitom. Dana 27. srpnja 1990., moldavski Vrhovni sovjet, sada predvođen Narodnom frontom, službeno je odbacio zahtjeve Gagauza za autonomijom. Suočeni s ovom odlukom, predstavnici Gagauza su 19. kolovoza 1990. proglasili odcjepljenje od Moldavske SSR kao Gagauske Republike, još uvijek unutar Sovjetskog Saveza. Izbori u ovom novom entitetu bili su zakazani za 28. listopada; 25. listopada oko 40.000 moldavskih dragovoljaca koje je mobilizirao premijer Moldavije Mircea Druc marširalo je u smjeru Gagauzije kako bi izbjegli održavanje ovih izbora, ali su moldavska policija i snage Ministarstva unutarnjih poslova Sovjetskog Saveza uspjele zaustaviti dobrovoljce.
Gagauška Republika nikada nije službeno proglasila neovisnost od Sovjetskog Saveza, za razliku od pridnjestrovskih separatista 25. kolovoza 1991. i Moldavske SSR 27. kolovoza 1991. U početku su čelnici Gagauza, uključujući novoizabranog predsjednika Gagauza Stepana Topala, podržali Novi savezni ugovor, kojim bi se uspostavila nova konfederacija koja bi zamijenila raspadajući Sovjetski Savez.
Raspadom Sovjetskog Saveza, koji je kulminirao 26. prosinca 1991., Gagauška Republika postala je de facto neovisna država. Međutim, čelnici Gagauza sumnjali su u sposobnost Gagauske Republike, premale i s oskudnim financijskim sredstvima, da sama preživi. Stoga je uspostava državnih institucija unutar Gagauške Republike namjerno odgađana, a vlasti Gagauza počele su surađivati s vlastima Moldavije, s kojima su se takve institucije počele zajednički uspostavljati unutar republike; ova je suradnja proslavljena na treću obljetnicu uspostave Gagauške Republike 1993. Financijska slabost Gagauške Republike, zajedno sa šokom koji je rat u Pridnjestrovlju, a posebno krvoproliće bitke kod Tighine 1992., zadalo moldavskoj vladi, pogodovali su umjerenim snagama koje su težile kompromisu na obje strane.
Moldavski parlamentarni izbori 1994. označili su kraj vladavine Narodne fronte, koja se oštro protivila davanju teritorijalne autonomije bilo kojoj od moldavskih etničkih manjina ili federalizaciji zemlje. Tako je nakon pobjede na izborima Agrarne stranke, 1994. godine usvojen trenutni ustav Moldavije. Članak 111. moldavskog ustava utvrđuje pravo na autonomiju "mjesta na lijevoj obali Dnjestra" i "nekih drugih mjesta na jugu Republike Moldavije" Ovo je konačno omogućilo davanje statuta autonomije Gagauzima koji je već bio uvelike izrađen kao rezultat pregovora koji su trajali od 1992.
Dana 23. prosinca 1994. Parlament Moldavije donio je "Zakon o posebnom pravnom statusu Gagauzije (Gagauz-Yeri)" (rum. Legea privind statutul juridic special al Găgăuziei (Gagauz-Yeri)), koji je stupio na snagu 14. siječnja 1995., čime je pravno formalizirana autonomija moderne Gagauzije. Dana 5. ožujka 1995. održani su referendumi u 36 moldavskih mjesta gdje su Gagauzi činili više od 50% stanovništva ili je trećina stanovništva pokrenula zahtjev za glasovanje za pridruživanje novom autonomnom entitetu Gagauzije. Za su glasala tri grada i 29 sela. Proces za uspostavu autonomnog entiteta Gagauzije unutar Moldavije završen je de facto u lipnju 1995.

### Citati
1. 1 2 3 4  Kosienkowski 2017.
2. 1 2 3 4  Neukirch 2002.
3. ↑  Neukirch 2002, str. 109.
4. ↑  Neukirch 2002, str. 110.
5. ↑  Kosienkowski 2017, str. 299.